# النهر الأسود (جامايكا)
النهر الأسود هي مدينة في جامايكا، تتبع أبرشية سانت إليزابيث ‏، بلغ عدد سكانها 4٬261 نسمة، تعد المدينة مركزاً للسياحة البيئية وبوابة إلى منطقة منتجع "شاطىء الكنز" (بالإنجليزية: Treasure Beach).